# Нікос Дендіас
Нікос Дендіас (грец. Νίκος Δένδιας; нар. 7 жовтня 1959, Корфу) — грецький юрист і політичний діяч з консервативної партії «Нова демократія». Він є членом парламенту Греції, був міністром закордонних справ з липня 2019 до травня 2023 року. Міністр національної оборони з листопада 2014 по січень 2015, та з червня 2023.

## Біографія
Нікос Дендіас народився на Корфу в 1959 році, але його родина родом з острова Паксі. Він навчався в Афінському коледжі, здобув ступінь у галузі права в Афінському університеті, ступінь магістра в галузі морського та страхового права у Лондонському університеті і ступінь у галузі кримінології у Лондонській школі економіки.
Практикуючий адвокат, він бере активну участь у «Новій демократії» з 1978 року, спочатку як член студентського крила і партійний функціонер у молодіжній організації партії. Він обирався членом парламенту від Корфу на виборах у 2004, 2007, 2009 роках і у червні 2012 року.
8 січня 2009 він був призначений на посаду міністра юстиції у другому уряді Костаса Караманліса, на якій працював до відставки уряду 7 жовтня того ж року (після поразки НД на виборах 4 жовтня). У коаліційному уряді Антоніса Самараса, сформованому після червневих виборів 2012 року, він обіймав посади міністра громадського порядку та захисту громадян (21 червня 2012 — 10 червня 2014), міністра з розвитку та конкурентоспроможності (10 червня — 3 листопада 2014) і міністра національної оборони (3 листопада 2014 по 27 січня 2015).